# Violante Camporesi
Violante Camporesi o Camporese sposata Giustiniani (Roma, 23 dicembre 1785 – Roma, 1839) è stata un soprano italiano.

## Biografia
Era figlia di un architetto, Giulio e di Maddalena Belli. Dopo aver sposato Giustiniani, si trovò in difficoltà economiche e quindi pensò di dedicarsi al canto.
Si esibì per la prima volta in pubblico nel 1809 cantando arie in un concerto a Roma, a cui ne seguirono numerosi altri che presto la resero famosa anche al di fuori dell'Italia. Fu scritturata per i concerti privati di Napoleone per esibirsi a Parigi. Mentre era a Parigi, studiò con Girolamo Crescentini per un po' di tempo per migliorare le sue qualità vocali.
Gli eventi politici di quegli anni la costrinsero a lasciare il paese per l'Inghilterra dove debuttò a Londra al Theatre Royal Haymarket l'11 gennaio 1817 nell'opera di Cimarosa, Penelope. Debuttò al Teatro alla Scala di Milano il 26 dicembre 1818 nel ruolo di Sesto in La clemenza di Tito di Mozart.
Tra le sue esibizioni si ricordano Don Giovanni di Mozart, La clemenza di Tito, Le nozze di Figaro e La gazza ladra di Rossini, Otello, La donna del lago, Bianca e Falliero. Divenne una ricercata e acclamata interprete a Londra e alla Scala.
Dopo il ritiro dalle scene, nel 1829, partecipò a un concerto privato eseguendo musica di Boïeldieu e a Napoli con Ferdinand Ries per l'intrattenimento musicale.
Si ritirò dal canto attivo nel 1829 e morì a Roma nel 1839.